# Nava (apellido)
Nava es un apellido con raíces tanto italianas como judías sefardíes. Si bien tiene origen en la comunidad de Brianza, actualmente en la provincia de Monza y Brianza, región de Lombardía, el apellido destaca especialmente por su vinculación con el judaísmo. En la Península Ibérica, "Nava" fue adoptado por numerosas familias judías sefardíes como apellido toponímico, derivado de la palabra que significa "tierra llana" o "pradera".
Durante la época previa a la expulsión de los judíos en 1492, el apellido era común entre las comunidades sefardíes, que lo llevaron consigo a distintos lugares tras su dispersión, incluyendo el norte de África, el Imperio Otomano, Italia y los Países Bajos. Esta conexión subraya el papel del apellido Nava como un marcador de la herencia sefardí, vinculado tanto a la geografía como a la identidad cultural y religiosa de los judíos de España y Portugal.

## Significado
El significado del apellido Nava es valle bajo entre montañas. Este topónimo en Brianza daba origen al apellido de las personas que en la época medieval habitaban en esta zona.[cita requerida]

## Escudos de Armas
|  | El escudo Nava está blasonado así: Jaquelado de quince piezas: ocho de veros y siete de gules. Linajes de Asturias y Andalucía. |

|  | El escudo Nava está blasonado así: Partido: 1º, jaquelado de quince jaqueles de oro y sable, y 2º, en campo de sinople, una torre de plata, de cuya ventana sale un brazo armado, que sostiene una bandera de azur. Linaje de Asturias. |

| Blason à dessiner | El escudo Nava está blasonado así: En campo de plata, una higuera de sinople, frutada de oro. Linaje de Santa Cruz de Tenerife. |

| Blason à dessiner | El escudo Nava está blasonado así: Un castillo (no constan esmaltes) Linaje de Villaviciosa. |

| Blason à dessiner | El escudo Nava está blasonado así: En campo de gules, un losange de lo mismo, perfilado de oro y cargado de un castillo de oro; bordura cosida de gules, con ocho sotueres de oro. Linaje de Navarra |

| Blason à dessiner | El escudo Nava está blasonado así: Cortado: 1º, en campo de oro, un águila , de sable, y 2º, en campo de gules, un águila coronada, de oro. Linaje de Milán |

| Blason à dessiner | El escudo Nava está blasonado así: Partido: 1º, un niño desnudo, que porta en su diestra y en lo alto, de un ramo de olivo, sosteniendo con su mano diestra una cinta con el lema VERITAS, y 2º, una flor de lis, sumada de ocho estrellas de ocho puntas. Bordura general con ocho flores de lis (no constan esmaltes). Consignado por Vicente de Cadenas. |